# Bandeira de Vitória (Austrália)

Bandeira do Governador

A Bandeira de Victoria é um dos símbolos oficiais do Estado de Victoria, uma subdivisão da Austrália. A bandeira remonta a 1877, com pequenas variações ao longo dos anos, sendo a última em 1953. 

## Descrição
Seu desenho consiste em um retângulo com proporção largura-comprimento de 1:2. A bandeira é baseada no Pavilhão Britânico Azul com o símbolo do estado no campo azul. O símbolo consiste na constelação do Cruzeiro do Sul sobre a qual está uma coroa imperial britânica. As estrelas são brancas e o número de pontas em cada estrela varia da seguinte maneira: Epsilon Crucis com cinco, Alfa Crucis com oito e Beta Crucis e Gama Crucis com sete e Delta Crucis com seis. As estrelas estão desenhadas de modo que uma das pontas de cada estrela esteja voltada para o topo do pavilhão.

## História

Coroa de São Eduardo.

Em 1844, John Harrison criou uma bandeira para a Separation Society, uma sociedade que visava separar o Distrito de Port Phillip da Colônia de Nova Gales do Sul. A bandeira ostentaria uma estrela branca num pano de fundo carmesim.
A primeira bandeira de Victoria, adotada em 1870, também era baseada no Pavilhão Britânico Azul com a constelação do Cruzeiro do Sul no campo azul. As estrelas eram brancas e variavam de cinco a oito pontas, sendo que cada uma estava desenhada de modo que as pontas estivessem voltadas para a parte inferior do pavilhão. A necessidade de adoção da bandeira surgiu quando Victoria se tornou a primeira colônia australiana a adquirir um navio de guerra sendo, portanto, necessário cumprir um requisito determinado pela Lei de Defesa Naval Colonial Britânica de 1865 que obrigava que cada aterritório possuísse um pavilhão naval para distinguir seus navios de outros navios britânicos. Victoria então adotou sua bandeira em 30 de novembro de 1877.
As representações da coroa variaram de acordo com as normas heráldica e com os desejos dos monarcas. Durante o reinado da Rainha Vitória, a coroa tinha arcos ligeiramente curvados. De 1901 a 1952, durante os reinados dos Reis Eduardo VII, George V, Eduardo VIII e  George VI foi usada a imagem conhecida como a "coroa Tudor", quando arcos em forma de cúpulas foram utilizados. Neste período as estrelas foram modificados de modo que uma das pontas de cada estrela ficasse voltada para a parte superior.
A última alteração foi em 1953, quando a coroa no emblema do estado passou a ser a de São Eduardo (em inglês, St. Edward's Crown). Esta mudança ocorreu juntamente com as coroas imperiais representadas em bandeiras e brasões de armas em toda a Commonwealth, em conformidade com os desejos da rainha Elizabeth II.

## Simbolismo
- O Pavilhão Britânico é usado na bandeira de vários países da Commonwealth, inclusive a da própria Bandeira da Austrália, como símbolo dos laços com o Reino Unido;

- O Cruzeiro do Sul é um dos símbolos da Austrália;

- A coroa imperial representa os laços entre a Austrália e a Monarquia Britânica.

## Galeria
- Estandarte do Governador de Victoria, 1870–1877
- Estandarte do Governador de Victoria, 1877–1901
- Estandarte do Governador de Victoria, 1903-1952
- Estandarte do Governador de Victoria, 1952–1984
- Bandeira de Victoria, 1870-1877
- Bandeira de Victoria com pano de fundo vermelho, 1870-1877
- Bandeira de Victoria, 1877
- Bandeira de Victoria, 1877-1901
- Bandeira de Victoria, 1901–1952
- Bandeira de Victoria, 1901–1952